# Nina O’Brien
Nina O’Brien (* 29. November 1997 in San Francisco, Kalifornien) ist eine US-amerikanische Skirennläuferin. Sie ist auf die Disziplinen Riesenslalom und Slalom spezialisiert.

## Biografie
Nina O’Brien stammt aus San Francisco und besuchte die Burke Mountain Academy in Vermont. Mittlerweile lebt sie in Denver, Colorado, und studiert am Dartmouth College in New Hampshire, von wo aus sie mit einer Kommilitonin eine Kolumne für das Online-Magazin Ski Racing verfasst.
Im Alter von 16 Jahren bestritt O’Brien in Colorado ihre ersten Rennen im Nor-Am Cup. In ihrer ersten vollen Saison 2013/14 konnte sie sich in allen fünf Disziplinen insgesamt 14-mal in den Punkterängen klassieren. Im März 2015 nahm sie in Hafjell erstmals an Juniorenweltmeisterschaften teil und belegte die Ränge 24 und 30 in Super-Kombination und Super-G. Bei drei weiteren Teilnahmen konnte sie sich leicht verbessern und erreichte ihr bestes Ergebnis mit Rang neun in der Kombination in Davos 2018. Am Ende ihrer zweiten Nor-Am-Saison gewann sie im März 2015 überraschend den Staatsmeistertitel im Riesenslalom, indem sie sich gegen ihre routinierteren Kolleginnen Paula Moltzan und Megan McJames durchsetzte. In der Saison 2016/17 gelang ihr mit zwei Siegen der Durchbruch im Nor-Am Cup und sie belegte in der Gesamtwertung Rang zwei hinter der Kanadierin Ali Nullmeyer. Auch in der folgenden Saison klassierte sie sich hinter der Kanadierin Roni Remme auf Gesamtrang zwei.
Am 26. November 2016 gab O’Brien im Riesenslalom von Killington ihr Weltcup-Debüt und kam danach zu regelmäßigen Einsätzen in Riesenslaloms und Slaloms. Im März 2018 gewann sie in Sun Valley die Staatsmeistertitel in Super-G und Slalom. Zwei Jahre nach ihrem Weltcup-Debüt erreichte sie im Slalom von Killington erstmals einen zweiten Durchgang und konnte mit Rang 23 ihre ersten Weltcuppunkte gewinnen. Im Januar 2019 gelang ihr dies mit Rang 26 am Kronplatz erstmals auch in einem Riesenslalom. Mit insgesamt neun Siegen und neun weiteren Podestplätzen entschied sie im Nor-Am Cup 2018/19 die Gesamt-, die Super-G-, die Riesenslalom- und die Slalomwertung für sich.
Im Januar 2020 schrammte sie mit Platz elf im Parallelriesenslalom von Sestriere nur knapp an ihrem ersten Top-10-Resultat im Weltcup vorbei. Dieses gelang ihr Ende desselben Jahres mit Rang neun im Slalom am Semmering. Bei den Weltmeisterschaften 2021 in Cortina d’Ampezzo lag sie nach dem ersten Riesenslalom-Durchgang auf Rang zwei, fiel im zweiten Lauf aber mit schweren Fehlern im Zielhang und trotz bester letzter Zwischenzeit noch auf Rang zehn zurück.
Bei den Olympischen Spielen von Peking lag O’Brien im Riesenslalom nach dem ersten Durchgang auf Rang sechs. Im zweiten Lauf kam sie kurz vor dem Ziel schwer zu Sturz und zog sich einen Schien- und Wadenbeinbruch sowie Bänderrisse zu. Bei den Weltmeisterschaften in Méribel gewann sie an der Seite von Tommy Ford, Paula Moltzan und River Radamus die Goldmedaille im Mannschaftswettbewerb.

## Erfolge

### Weltmeisterschaften
- Åre 2019: 28. Riesenslalom, 34. Slalom
- Cortina d’Ampezzo 2021: 10. Parallel, 10. Riesenslalom
- Méribel 2023: 1. Mannschaftswettbewerb, 9. Parallelrennen, 11. Riesenslalom
- Saalbach-Hinterglemm 2025: 4. Mannschaftswettbewerb, 19. Riesenslalom

### Weltcup
- 3 Platzierungen unter den besten zehn

### Weltcupwertungen
| Saison  | Gesamt | Gesamt | Riesenslalom | Riesenslalom | Slalom | Slalom | Parallel | Parallel |
| Saison  | Platz  | Punkte | Platz        | Punkte       | Platz  | Punkte | Platz    | Punkte   |
| ------- | ------ | ------ | ------------ | ------------ | ------ | ------ | -------- | -------- |
| 2018/19 | 110.   | 13     | 53.          | 5            | 52.    | 8      | –        | –        |
| 2019/20 | 74.    | 53     | 37.          | 20           | 50.    | 2      | 19.      | 31       |
| 2020/21 | 43.    | 143    | 17.          | 96           | 31.    | 47     | –        | –        |
| 2021/22 | 68.    | 80     | 29.          | 61           | 42.    | 18     | 30.      | 1        |
| 2022/23 | 70.    | 68     | 26.          | 68           | –      | –      | –        | –        |

### Nor-Am Cup
- Saison 2015/16: 5. Gesamtwertung, 2. Kombinationswertung, 5. Riesenslalomwertung, 8. Slalomwertung, 10. Abfahrtswertung
- Saison 2016/17: 2. Gesamtwertung, 1. Kombinationswertung, 2. Super-G-Wertung, 3. Slalomwertung, 4. Riesenslalomwertung
- Saison 2017/18: 2. Gesamtwertung, 2. Super-G-Wertung, 5. Slalomwertung, 6. Abfahrtswertung, 8. Riesenslalomwertung
- Saison 2018/19: 1. Gesamtwertung, 1. Super-G-Wertung, 1. Riesenslalomwertung, 1. Slalomwertung, 3. Kombinationswertung, 6. Abfahrtswertung
- 36 Podestplätze, davon 16 Siege:

| Datum             | Ort                | Land   | Disziplin    |
| ----------------- | ------------------ | ------ | ------------ |
| 11. Februar 2017  | Copper Mountain    | USA    | Kombination  |
| 19. März 2017     | Garceau            | Kanada | Riesenslalom |
| 15. Februar 2018  | Whiteface Mountain | USA    | Slalom       |
| 16. Februar 2018  | Whiteface Mountain | USA    | Slalom       |
| 10. Dezember 2018 | Panorama           | Kanada | Super-G      |
| 12. Dezember 2018 | Panorama           | Kanada | Riesenslalom |
| 2. Januar 2019    | Georgian Peaks     | Kanada | Riesenslalom |
| 3. Januar 2019    | Georgian Peaks     | Kanada | Riesenslalom |
| 6. Januar 2019    | Osler Bluff        | Kanada | Slalom       |
| 15. März 2019     | Stowe Mountain     | USA    | Riesenslalom |
| 19. März 2019     | Sugarloaf          | USA    | Abfahrt      |
| 20. März 2019     | Sugarloaf          | USA    | Super-G      |
| 21. März 2019     | Sugarloaf          | USA    | Kombination  |
| 4. Januar 2020    | Burke Mountain     | USA    | Slalom       |
| 23. Februar 2023  | Mont Sainte-Marie  | Kanada | Slalom       |
| 24. Februar 2023  | Mont Sainte-Marie  | Kanada | Riesenslalom |

### Juniorenweltmeisterschaften
- Hafjell 2015: 24. Kombination, 30. Super-G
- Sotschi 2016: 12. Kombination, 21. Slalom, 24. Riesenslalom, 30. Super-G, 37. Abfahrt
- Åre 2017: 15. Slalom, 15. Kombination, 24. Abfahrt, 28. Super-G
- Davos 2018: 9. Kombination, 11. Riesenslalom, 12. Abfahrt, 16. Super-G

### Weitere Erfolge
- 3 US-amerikanische Meistertitel (Riesenslalom 2015, Super-G und Slalom 2018)
- 3 Siege in FIS-Rennen